# Friedrich Orlopp
Johann Friedrich Orlopp (* 15. Juni 1824 in Gera; † 3. Mai 1906 ebenda) war ein deutscher Konditor und Politiker.

## Leben
Orlopp war der Sohn des Tischlermeisters Johann Friedrich Orlopp senior in Gera und dessen Ehefrau Johanne Christiane geborene Wagner. Orlopp, der evangelisch-lutherischer Konfession war, heiratete am 3. Februar 1857 in Gera Auguste Mathilde Leuschner (* 12. Dezember 1836 in Reichenbach im Vogtland; † 13. Februar 1902 in Gera), die Tochter des Steuereinnehmers August Heinrich Leuschner in Reichenbach.
Orlopp lebte als Konditor in Gera, wo er am 22. April 1852 die Bürgerrechte erwarb. 1906 wurde er mit dem fürstlichen Ehrenkreuz 4. Klasse ausgezeichnet.
Von 1861 bis 1862 von 1871 bis 1880 und von 1882 bis 1894 war er Mitglied im Gemeinderat von Gera. Vom 23. Oktober 1892 bis zum 12. September 1895 war er Mitglied im Landtag Reuß jüngerer Linie.